# Clitocybe marginella

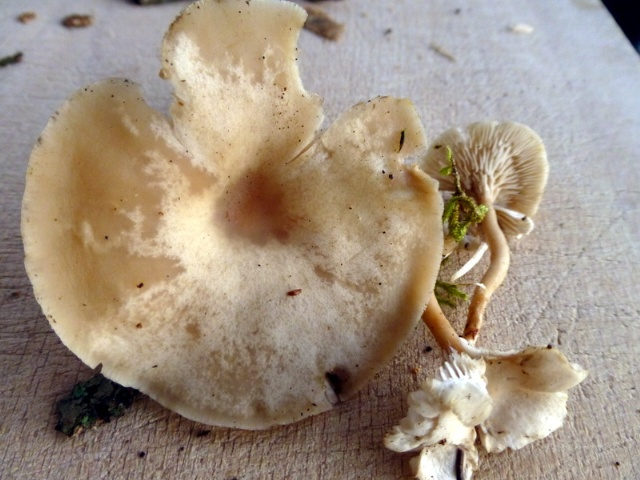

Clitocybe marginella Harmaja – gatunek grzybów z rzędu pieczarkowców (Agaricales).

## Systematyka i nazewnictwo
Pozycja w klasyfikacji według Index Fungorum: Clitocybe, Incertae sedis, Agaricales, Agaricomycetidae, Agaricomycetes, Agaricomycotina, Basidiomycota, Fungi.
Po raz pierwszy takson ten opisał w 1969 r. Harri Harmaja i nadana przez niego nazwa naukowa jest aktualna. Synonimy:
- Lepista marginella (Harmaja) Harmaja 1976
- Pseudolyophyllum marginellum (Harmaja) Raithelh. 1979[2].

## Morfologia
Niewielka, higrofaniczna, prążkowana, dość intensywnie wybarwiona lejkówka. Powierzchnia żółtobrązowa z jaśniejszym cielistoczerwonym kolorem na brzegach. Blaszki zbiegające o cielistej barwie, zapach lekko słodki lub ziemisty. Zarodniki 4,5-6 × 2,5-4 µm, często sklejone ze sobą.

## Występowanie i siedlisko
Znane jest występowanie Clitocybe marginella w Europie i Rosji. Brak go w opracowanym w 2003 r. przez Władysława Wojewodę wykazie wielkoowocnikowych grzybów podstawkowych Polski, ale został znaleziony w późniejszych latach.
Naziemny grzyb saprotroficzny.